# Cysta
En cysta är en vätskefylld blåsa som kan uppkomma i många av kroppens organ. I de flesta fall är cystor ofarliga och behöver inte behandlas, men i sällsynta fall kan en cysta bli så stor att den trycker på omgivande vävnad och på så vis orsakar skada. Cystor skall inte förväxlas med tumörer, som är farligare för människan.

## Olika typer av äggstockscystor
De vanligaste cystorna på äggstockarna är så kallade funktionella cystor, antingen follikelcystor eller gulkroppscystor. 
Ägget mognar före ägglossningen i en växande äggblåsa. I samband med ägglossningen brister blåsan och ägget glider ut. Det är en känslig process som bland annat styrs av hormonet luteiniserande hormon. Idag tror man att detta delvis är en inflammatorisk process som påverkas av olika prostaglandiner. Om processen blir störd brister inte äggblåsan, utan fortsätter att växa till en cysta, en så kallad follikelcysta.
Efter ägglossning bildas en gulkropp som producerar progesteron. Om befruktning inte sker ska den skrumpna bort, och när progesteronhalten sjunkit tillräckligt inträffar mensen. Ibland börjar den istället växa till och blir en så kallad gulkroppscysta. 
Den här sortens cystor brukar försvinna av sig själva på 2-3 månader men om de spricker kan det göra väldigt ont.

### Påverkan av menscykel och fortplantning
En enda cysta påverkar i sig inte möjligheten att få barn till skillnad från polycystiska ovarier. En del kvinnor får längre eller kortare menscykel eller ovanligt riklig mens när de har sin cysta. Att få en sådan här cysta någon gång i livet är mycket vanligt.